# Entre medias
Entre medias es una telenovela chilena de drama romántico creada por Francisca Fuenzalida. Se estrenó por Televisión Nacional de Chile el 1 de marzo de 2006, y concluyó el 2 de junio de 2006.
La historia narra sobre cuatro mujeres con personalidades y problemas distintos, pero unidas por su amistad desde la infancia. Aborda una variedad de temas relacionados con las relaciones, la sexualidad, el feminismo, la independencia y la amistad, todo desde la perspectiva de cuatro mujeres que viven en Santiago de Chile.

## Sinopsis
Maite lucha por equilibrar su rol de madre y mujer tras su divorcio; Renata busca la maternidad a su manera, involucrándose en un triángulo amoroso; Fernanda combate el machismo de su esposo mientras busca su independencia; y Paloma enfrenta los conflictos con su exmarido que invaden su vida. Juntas, enfrentan los retos de la maternidad, el amor y la amistad.

## Reparto

### Principales
- Aline Küppenheim como Maite Contreras[2]
- Francisca Imboden como Renata Sepúlveda
- Antonia Zegers como Fernanda Montes
- Claudia Pérez como Paloma San Miguel
- Willy Semler como Raimundo Montes[3]
- Ximena Rivas como Mercedes Del Solar
- Andrés Velasco como Esteban Del Río
- Tiago Correa como Kike Maldonado
- Felipe Castro como Max Arancibia
- Marcial Tagle como Rafael Valdés
- Rodrigo Muñoz como Julián Gutiérrez
- Jaime McManus como Cristóbal Parot
- Consuelo Holzapfel como Silvia Esquivel
- Javier Baldassare como Vicente Arancibia

### Recurrentes e invitados especiales
- Delfina Guzmán como Madre Josefa Urrutia ''Monja Pepa''
- Shlomit Baytelman como Teresa Fernández
- Álvaro Rudolphy como Víctor
- Pablo Macaya como Mariano
- Francisca Reiss como Grace

## Banda sonora
El 1 de marzo Televisión Nacional estrenó el CD Entre medias, ni tan real ni tan comedia. El disco, lanzado bajo el sello EMI, reúne 18 canciones.
1. Oh Pretty Woman		(Roy Orbison)
2. Super Duper Love		(Joss Stone)
3. Eternal Flame			(The Bangles)
4. Bette Davis Eyes		(Kim Carnes)
5. We Belong			(Pat Benatar)
6. Heaven Is A Place On Earth	(Belinda Carlisle)
7. What About Love?		(Heart)
8. I Touch Myself		(Divinyls)
9. Hold On			(Wilson Phillips)
10. Almost Over You		(Sheena Easton)
11. It Must Have Been Love	(Roxette)
12. Will You Love Me Tomorrow	(Linda Ronstadt)
13. Nothing Compares 2U		(Sinéad O'Connor)
14. I Drove All Night		(Cyndi Lauper)
15. 99 Red Balloons		(Nena)
16. Ring My Bell			(Anita Ward)
17. Boys (Summertime Love)	(Sabrina)
18. What’s Love Got To Do With It	(Tina Turner)

## Adaptaciones
- Sin vergüenza: Adaptación estadounidense emitida por Telemundo en 2007. Es protagonizada por Gaby Espino, Ivonne Montero, Paola Toyos y Margarita Ortega.